# Гранада (Антьокия)
Гранада (исп. Granada) — город и муниципалитет на севере Колумбии, на территории департамента Антьокия. Входит в состав субрегиона Восточная Антьокия.

## История
Поселение, из которого позднее вырос город, было основано в 1807 году. Муниципалитет Гранада был выделен в отдельную административную единицу в 1817 году.

## Географическое положение

Муниципалитет Гранада

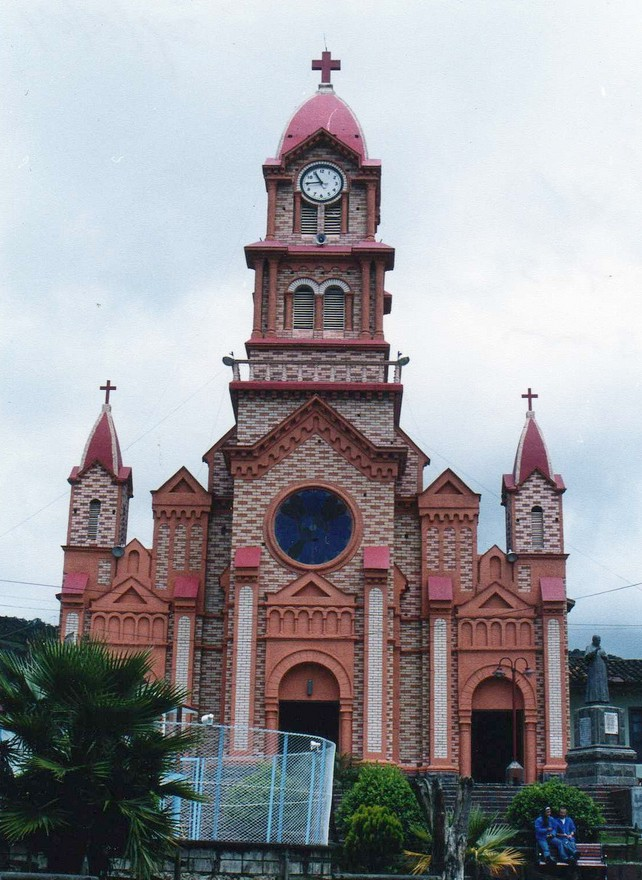
Городской собор

Город расположен в юго-восточной части департамента, в гористой местности Центральной Кордильеры, на расстоянии приблизительно 40 километров к востоку от Медельина, административного центра департамента. Абсолютная высота — 2137 метров над уровнем моря.

Муниципалитет Гранада граничит на севере с муниципалитетами Эль-Пеньоль и Гуатапе, на северо-западе — с муниципалитетом Маринилья, на западе — с муниципалитетами Эль-Сантуарио и Кокорна, на востоке — с муниципалитетами Сан-Луис и Сан-Карлос. Площадь муниципалитета составляет 195 км².

## Население
По данным Национального административного департамента статистики Колумбии, совокупная численность населения города и муниципалитета в 2012 году составляла 9838 человек.
Динамика численности населения муниципалитета по годам:
| 2005 | 2006 | 2007 | 2008 | 2009 | 2010 | 2011 | 2012 |
| ---- | ---- | ---- | ---- | ---- | ---- | ---- | ---- |
| 9789 | 9784 | 9794 | 9809 | 9818 | 9824 | 9824 | 9838 |

Согласно данным переписи 2005 года мужчины составляли 48,4 % от населения Гранады, женщины — соответственно 51,6 %. В расовом отношении белые и метисы составляли 99,7 % от населения города; негры, мулаты и райсальцы — 0,3 %.
Уровень грамотности среди всего населения составлял 90 %.

## Экономика
Основу экономики Гранады составляет сельскохозяйственное производство.

51,3 % от общего числа городских и муниципальных предприятий составляют предприятия торговой сферы, 36,2 % — предприятия сферы обслуживания, 6 % — промышленные предприятия, 6,5 % — предприятия иных отраслей экономики.